# Did My Time
«Did My Time» es una canción escrita y grabada por la banda estadounidense Korn para el filme Lara Croft Tomb Raider: La cuna de la vida. Fue lanzada como un sencillo en julio de 2003 y posteriormente fue incluida en el sexto álbum de estudio de la banda, Take a Look in the Mirror.
La canción estuvo nominada al Premio Grammy por mejor interpretación metal. Esta fue la cuarta nominación de Korn a esta categoría y su sexta nominación en los Premios Grammy.

## Video musical
El video musical de la canción fue dirigido por Dave Meyers y fue protagonizada por la protagonista de Lara Croft Tomb Raider: La cuna de la vida, Angelina Jolie.

## Listado de canciones
| Sencillo |                                     |          |  |
| N.º      | Título                              | Duración |  |
| 1.       | «Did My Time»                       | 4:10     |  |
| 2.       | «Did My Time» (The Grayedout mix)   | 4:47     |  |
| 3.       | «One» (en vivo, cover de Metallica) | 4:31     |  |

## Listas de popularidad
| Lista (2003)                                | Posición más alta |
| ------------------------------------------- | ----------------- |
| Alemania (Media Control AG)                 | 12                |
| Australia (ARIA)                            | 29                |
| Austria (Ö3 Austria Top 40)                 | 12                |
| Bélgica (Flandes) (Ultratip Bubbling Under) | 18                |
| Bélgica (Valonia) (Ultratip Bubbling Under) | 12                |
| Canadá (Canadian Digital Singles)           | 9                 |
| Dinamarca (Tracklisten)                     | 14                |
| Estados Unidos (Billboard Hot 100)          | 38                |
| Estados Unidos (Modern Rock Tracks)         | 17                |
| Estados Unidos (Mainstream Rock Tracks)     | 12                |
| Finlandia (OFC)                             | 13                |
| Irlanda (IRMA)                              | 24                |
| Italia (FIMI)                               | 19                |
| Países Bajos (Mega Single Top 100)          | 87                |
| Reino Unido (UK Singles Chart)              | 15                |
| Suecia (Sverigetopplistan)                  | 19                |
| Suiza (Schweizer Hitparade)                 | 17                |